# Janet Pilgrim
Charlaine Edith Karalus (13 de junio de 1934, Wheaton, Illinois-1 de mayo de 2017), conocida como Janet Pilgrim, fue una modelo y actriz estadounidense. 
Janet fue escogida por la revista Playboy para ser la playmate del mes de julio y diciembre de 1955 y para octubre de 1956. 
Janet Pilgrim trabajaba en el departamento de subscripción de Playboy y Hugh Hefner fue quien le pidió que posará desnuda para la revista. Posó por 25 dólares.[cita requerida]

## Trivia
- Janet era la única playmate que había estado en el póster central tres veces hasta que se descubrió que Margaret Scott, miss febrero de 1954 era también las dos veces playmate Marilyn Waltz (abril de 1954 y 1955), con lo que se produjo un sorprendente empate en el número de ocasiones que una playmate ha protagonizado el póster central de Playboy.
- Playboy la puso en el Top 100 de estrellas más sexy del siglo, y aún no había hecho ninguna película.
- Ella ha sido por siempre conocida como la original chica de al lado que ha posado en Playboy.

## Predecedoras y sucesoras
- Junio de 1955 Eve Meyer - julio de 1955 Janet Pilgrim - agosto de 1955 Pat Lawler
- Noviembre de 1955 Barbara Cameron - diciembre de 1955 Janet Pilgrim - enero de 1956 Lynn Turner
- Septiembre de 1956 Elsa Sorensen - octubre de 1956 Janet Pilgrim - noviembre de 1956 Betty Blue